# Санта-Крус-дус-Милагрис

Санта-Крус-дус-Милагрис на карте штата.

Санта-Крус-дус-Милагрис (порт. Santa Cruz dos Milagres) — муниципалитет в Бразилии, входит в штат Пиауи. Составная часть мезорегиона Северо-центральная часть штата Пиауи. Входит в экономико-статистический микрорегион Валенса-ду-Пиауи. Население составляет 3794 человек на 2010 год. Занимает площадь 979,657 км². Плотность населения — 3,87 чел./км².

## Демография
Согласно сведениям, собранным в ходе переписи 2010 г. Национальным институтом географии и статистики (IBGE), население муниципалитета составляет:
| Полное население                               | Полное население                               | Полное население                               | Полное население                               | 3794  |
| ---------------------------------------------- | ---------------------------------------------- | ---------------------------------------------- | ---------------------------------------------- | ----- |
| в том числе:                                   | Городское население                            | 2127                                           | Процент городского населения, %                | 56,06 |
|                                                | Сельское население                             | 1667                                           | Процент сельского населения, %                 | 43,94 |
|                                                | Мужское население                              | 1884                                           | Процент мужского населения, %                  | 49,66 |
|                                                | Женское население                              | 1910                                           | Процент женского населения, %                  | 50,34 |
| Плотность населения, чел/км²                   | Плотность населения, чел/км²                   | Плотность населения, чел/км²                   | Плотность населения, чел/км²                   | 3,87  |
| Население муниципалитета в % к населению штата | Население муниципалитета в % к населению штата | Население муниципалитета в % к населению штата | Население муниципалитета в % к населению штата | 0,12  |

По данным оценки 2016 года, население муниципалитета составляет 3926 жителей.

## Статистика
- Валовой внутренний продукт на 2003 год составляет 6 467 927,00 реалов (данные: Бразильский институт географии и статистики).
- Валовой внутренний продукт на душу населения на 2003 год составляет 1883,50 реалов (данные: Бразильский институт географии и статистики).
- Индекс развития человеческого потенциала на 2000 год составляет 0,588 (данные: Программа развития ООН).